# Matador
«Matador» o «El Matador» és el segon senzill de la banda argentina Los Fabulosos Cadillacs. Està inclòs a Vasos vacíos, el vuitè àlbum i el més premiat del grup. Es va convertir en la cançó més representativa en tota la història de la banda, aconseguint ser considerada una de les cançons més populars de la música hispanoamericana i que el videoclip gravat el 1994 fos premiat als MTV Video Music Awards. A més, el 2006 la cançó va ser escollida segona en el rànquing dels «100 vídeos més MTV», només superada per Thriller de Michael Jackson.
El videoclip va ser dirigit per Pucho Mentasti i qui actua com El Matador és l'actor Eusebio Poncela. La cançó tracta d'un revolucionari que és perseguit per la policia que finalment el mata. A més, el cantautor xilè Víctor Jara és anomenat a la lletra, fent referència a la dictadura del general Augusto Pinochet. La identitat del Matador és desconeguda, exceptuant que és del barri de Barracas a Buenos Aires.
Aquesta cançó ha estat versionada diverses vegades per bandes com Cartel de Santa, Bomba Estéreo o Los Reales del Valle, entre d'altres.